# Hirebannigol, Kushtagi
Hirebannigol là một làng thuộc tehsil Kushtagi, huyện Koppal, bang Karnataka, Ấn Độ.